# گاوین پترسون
گاوین پترسون (انگلیسی: Gavin Patterson) (زاده ۶ سپتامبر ۱۹۶۷) کارآفرین، بازرگان و مدیر ارشد اجرایی بریتانیایی است، که در حال حاضر به‌عنوان مدیر عامل اجرایی گروه بی‌تی فعالیت می‌کند.